# گردمیران سفلی
گردمیران سفلی، روستایی از توابع بخش بلبان آباد شهرستان دهگلان در استان کردستان ایران است این روستا  از سمت جنوب به روستاهای زاغان وگلسرخه در شهرستان سنقر استان کرمانشاه واز شرق به روستاهای کاکوی سفلی ونبی آباد واز سمت شمال به روستای شاهجوب  واز سمت غرب به روستای گردمیران علیا  محدود می شود..

## جمعیت
این روستا در دهستان ئیلاق جنوبی قرار دارد و براساس سرشماری مرکز آمار ایران در سال ۱۳۹۵، جمعیت آن ۸۷۹ نفر (خانوار) بوده‌است.